# مال أندرسون
مال أندرسون (بالإنجليزية: Mal Anderson)‏ مواليد 3 مارس 1935 في كوينزلاند، أستراليا، هو لاعب كرة مضرب أسترالي سابق بدأ مسيرته كمحترف سنة 1958 وكان يلعب باليد اليمنى، اعتزل اللعب في 1977. كما أنه أحد أبطال الجراند سلام. أعلى تصنيف له في الفردي كان المركز الـ 2 في سنة 1957.

## بطولات حققها
- بطولة أستراليا المفتوحة للتنس

## روابط خارجية
- مال أندرسون على موقع رابطة محترفي التنس (الإنجليزية)
- مال أندرسون على موقع الاتحاد الدولي لكرة المضرب (الإنجليزية)
- مال أندرسون على موقع كأس ديفيز (الإنجليزية)
- مال أندرسون على موقع قاعة مشاهير كرة المضرب الدولية (الإنجليزية)
- مال أندرسون على موقع اتحاد التنس الأسترالي (الإنجليزية)
- مال أندرسون على موقع خلاصة التنس.كوم (الإنجليزية)